# EPLAN
EPLAN Software & Service GmbH & Co. KG — разработчик и поставщик программного обеспечения и глобальных инжиниринговых решений. EPLAN входит в холдинг Friedhelm Loh Group со штаб-квартирой в Хайгере, земля Гессен (Германия). EPLAN относится к ведущим фирмам по разработке программного обеспечения / систем автоматизированного проектирования для отраслевых решений.
В штате компании EPLAN Software & Service работают более 1100 сотрудников. Немецкие представительства компании расположены в городах Берлин, Гера, Ганновер, Гамбург, Франкфурт-на-Майне, Штутгарт и Мюнхен, головной офис находится в г. Монхайм на Рейне — где в 1984 году компания начала своё существование как Вихерс & Партнёры (Wiechers & Partner Datentechnik GmbH). С момента основания компании, EPLAN Software & Service провела свыше 173 000 инсталляций своих программных продуктов у более чем 58 000 клиентов по всему миру, и сейчас компания EPLAN представлена в более чем 50 странах мира, в том числе и в России. В России EPLAN располагает офисами в Москве, Санкт-Петербурге, Екатеринбурге, Новосибирске и Самаре.
EPLAN предлагает платформу для сквозного проектирования, охватывающего следующие отрасли: электротехника, КИПиА, гидравлика/пневматика и механика (проектирование шкафов и жгутов). Благодаря открытой архитектуре и стандартным интеграционным модулям EPLAN может быть экономически эффективно интегрирован с большим спектром сторонних решений: системами механического проектирования, ERP и PDM системами, системами проектирования зданий, промышленных производств и кораблей.

## Применение
ПО EPLAN широко применяется в следующих отраслях:
- Автомобилестроение
- Машиностроение
- Металлургия
- Химическая и фармацевтическая промышленность
- Пищевая промышленность
- Добыча нефти и газа
- Трубопроводный транспорт
- Нефте- и газо-переработка
- Производство тепла и электроэнергии
- Передача и распределение электроэнергии
- Железнодорожный транспорт
- Водоснабжение и водоотведение
- Станкостроение
- Легкая промышленность
- Автоматизация зданий

## Состав системы
Основные модули платформы EPLAN:
- EPLAN Electric P8 — модульное и масштабируемое решение для электротехнического проектирования, автоматического создания проектной и рабочей документации.
- EPLAN Fluid - программное обеспечение для проектирования пневмо/гидроавтоматики, систем смазки и охлаждения и автоматического создания соответствующей проектной и рабочей документации
- EPLAN ProPanel - 3D проектирование электротехнических шкафов с передачей данных в производство. Виртуальное трехмерное моделирование, создание двух- и трех- мерных чертежей, трехмерное изображение проводных и маршрутных схем, наличие шаблонов для работы сверлильного оборудования и интеграция со станками ЧПУ
- EPLAN FieldSys — работа с планами трасс
- EPLAN Harness ProD — создание документации для производства жгутовых соединений
- EPLAN PrePlanning - программное обеспечение для предварительного (эскизного) проектирования объектов и генерации проектной документации.

- EPLAN Engineering Configurator — автоматическое создание схем и моделей шкафов
- EPLAN Cogineer — решение для автоматического создания электрических и пневмогидравлических схем
- EPLAN Smart Wiring - визуализирует компоновку оборудования в шкафу, монтируемые устройства и их соединения, а также кабельные трассы, основываясь на соответствующих моделях из EPLAN Pro Panel.